# Roller Coaster DataBase
Roller Coaster DataBase (RCDB) est une base de données sur les montagnes russes et les parcs d'attractions lancée en 1996 par Duane Marden. Le site s'est progressivement développé et présente aujourd'hui des caractéristiques et des images de plus de 10 000 montagnes russes du monde entier.
La RCDB a notamment été mentionnée dans les journaux The New York Times, Los Angeles Times, Toledo Blade, Orlando Sentinel, Time, Forbes, Mail & Guardian, et Chicago Sun-Times.

## Historique
La RCDB a été initiée en 1996 par Duane Marden, un développeur de Brookfield, Wisconsin. Le site internet est hébergé sur des serveurs situés chez Duane Marden et à Saint-Louis.

## Contenu
Les montagnes russes sont décrites avec : 
- emplacement du parc d'attractions ;
- type ;
- statut (Ouvert, Existant mais non opérationnel, Démonté, etc.) ;
- date d'ouverture ;
- marque/modèle;
- coût ;
- capacité, longueur, hauteur, dénivelé, nombre d'inversions, vitesse, durée, angle vertical maximum, trains
- commentaires[11] ;
- photos et/ou des communiqués de presse fournis par les lecteurs[3].

Le site permet de classer les montagnes russes selon certains critères, notamment les montagnes russes les plus hautes, les plus rapides, le plus grand nombre d'inversions sur une montagne russe, en pouvant distinguer le matériau de construction (acier, bois). Chaque description de montagnes russes renvoie vers une page qui répertorie toutes les montagnes russes de ce parc, passées et présentes, et comprend un bref historique et des liens vers des sites internet de fans.

## Langues
Le site est disponible en dix langues : anglais, allemand, français, espagnol, néerlandais, portugais, italien, suédois, japonais et chinois simplifié.